# RV Pelagia
Le RV Pelagia est un navire océanographique néerlandais. Le navire est exploité par la Royal Netherlands Institute for Sea Research (en) (en néerlandais : Koninklijk Nederlands Instituut voor Onderzoek der Zee (NIOZ). Il peut être utilisé dans le monde entier à l'exception des régions polaires.

## Histoire
Le navire a été construit sous le numéro de construction 1019 par le chantier naval Verolme. L’achèvement du navire a eu lieu le 23 avril 1991. Il remplace le navire précédent, Aurelia, mis en service en 1972.

### Données techniques
La propulsion du navire est  un diesel-électrique. L'hélice fixe est alimentée par un moteur électrique d'une puissance de 1 000 kW. Deux groupes électrogènes sont disponibles pour l'alimentation du moteur d'entraînement. Les générateurs sont alimentés par deux moteurs diesel, un moteur diesel bicylindre Caterpillar 3508B DITA et un moteur diesel Caterpillar 35012B DITA. Deux générateurs sont disponibles pour l'alimentation du système électrique du navire. En outre, un groupe électrogène de secours a été installé et est alimenté par un moteur diesel (Caterpillar 3406 DITA). Le navire est aussi équipé d'un propulseur d'étrave.

### Équipement
Le navire a sept ponts dont le pont de travail ouvert à l'arrière de 135 m2. Cinq laboratoires sont disponibles pour les travaux de recherche. Des capacités de laboratoire et de stockage supplémentaires peuvent être fournies via des conteneurs, dont cinq peuvent être rangés dans la cale du navire et quatre sur le pont.
À l’arrière du navire se trouve une potence de poupe pivotante d’une capacité de levage de 10 tonnes. Un autre outil de levage, également d'une capacité de 10 tonnes, est situé à tribord du navire. En outre, plusieurs grues sont disponibles, y compris une grue de travail plus grande avec une capacité de levage de 10 tonnes dans la zone du navire arrière.
Il y a un total de 25 cabines à bord, chacune pour une seule personne. Onze des cabines, dont neuf peuvent être converties en cabines doubles, sont à la disposition du personnel scientifique.

## Galerie

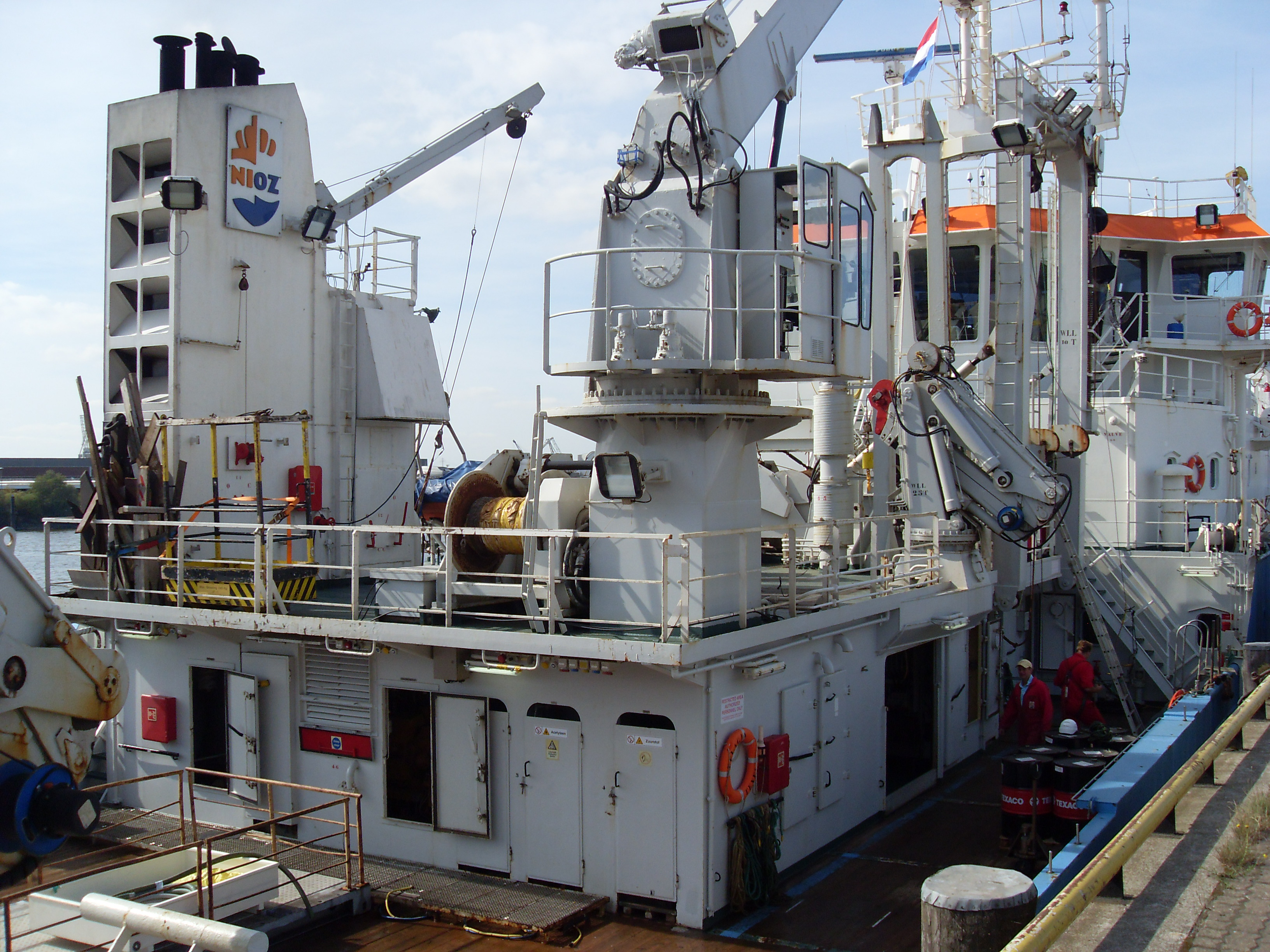
Pelagia (pont central)
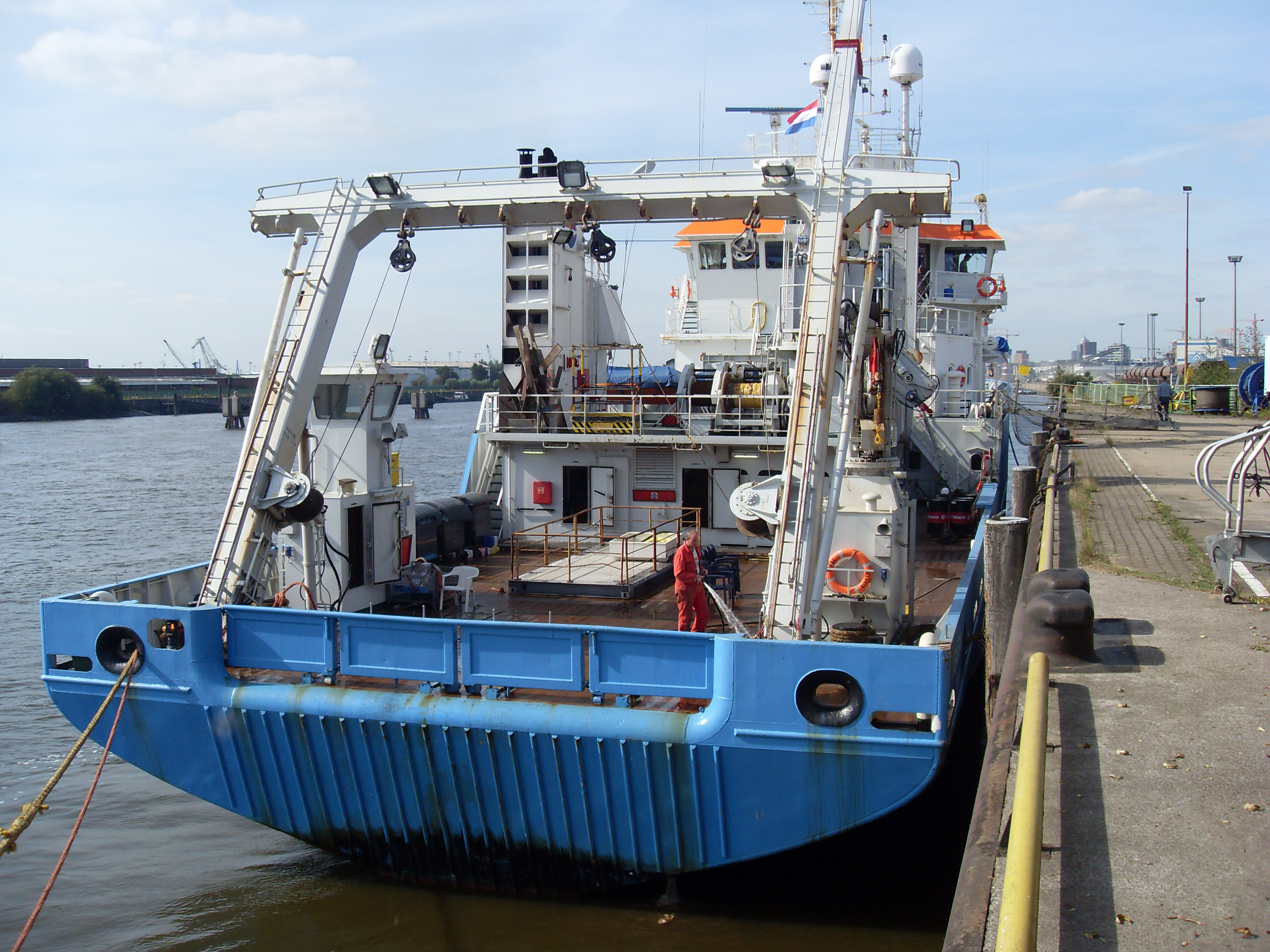
Pelagia (pont arrière)
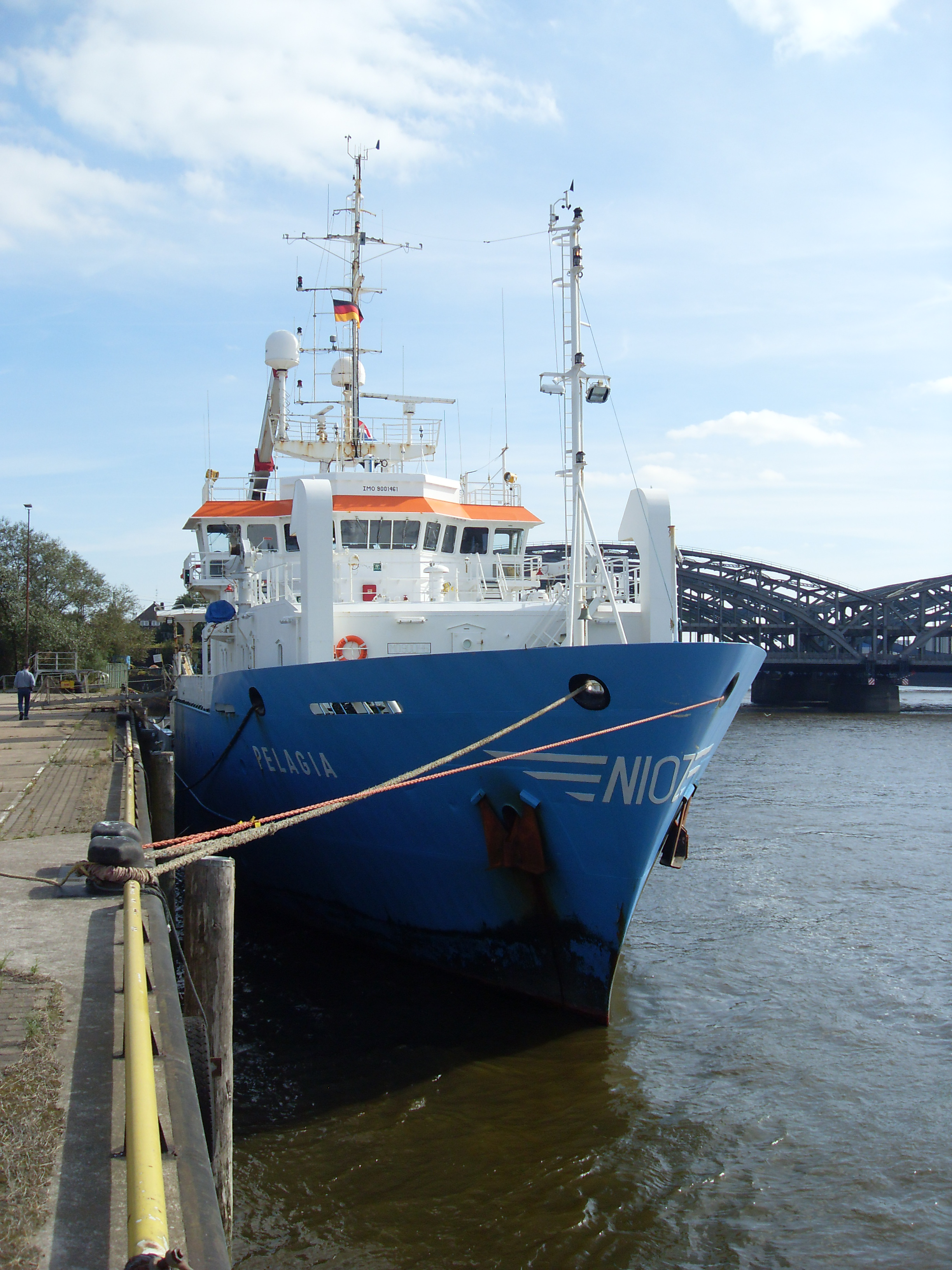
Pelagia

### Note et référence
- (en) Cet article est partiellement ou en totalité issu de l’article de Wikipédia en anglais intitulé « RV Pelagia » (voir la liste des auteurs).